# Sambuci
Sambuci és un comune (municipi) de la ciutat metropolitana de Roma, a la regió italiana del Laci, situat uns 35 km a l'est de Roma. L'1 de gener de 2018 tenia 901 habitants.
Sambuci limita amb els municipis de Castel Madama, Cerreto Laziale, Ciciliano, Saracinesco i Vicovaro.